# بال فور مي
«بال فور مي» (بالإنجليزية: Ball for Me)‏ هي أغنية للرابر الأمريكي بوست مالون مع الرابر الأمريكية نيكي ميناج. كتب الأغنية بوست، وميناج، ومنتجها لويس بيل. تم إصدار الأغنية من خلال ريبابليك ريكوردز في 8 مايو 2018 كرابع أغنية منفردة من ألبوم الإستديو الثاني لبوست بيربونغز وبنتليز (2018). صعدت الأغنية للمرتبة 16 في بيلبورد هوت 100 الأمريكية، وبلغت المرتبة 20 في كل من أستراليا، وكندا، وسلوفاكيا.

## الفيديو الموسيقي
تم تأجيل الفيديو الموسيقي الرسمي لـبال فور مي من قبل ميناج من خلال مواقع التواصل الاجتماعي المختلفة في 27 يونيو2018. وحتي الآن لم يُصدر بعد.

## الأعضاء المساهمون
الأعضاء المساهمون وفقا لموقع بوست مالون الرسمي.
- بوست مالون – غناء، تركيب
- نيكي ميناج – غناء، تركيب
- لويس بيل – تركيب، إنتاج، برمجة، تسجيل، إنتاج غنائي
- مايك بوزي – ماسترينغ
- سكوت ديسماريس – مساعد ميكساج
- روبين فلورنت – مساعد ميكساج
- كريس غالاند – مساعد ميكساج
- ماني ماروكوين – ميكساج

## اللوائح
| اللائحة (2018)                                                | أعلي ترتيب |
| ------------------------------------------------------------- | ---------- |
| أستراليا (أريا تشارتس)                                        | 14         |
| النمسا (أو3 النمسا توب 40)                                    | 53         |
| كندا (كاناديان هوت 100)                                       | 7          |
| تشيك (سينغل ديجيتال هوت 100)                                  | 47         |
| ألمانيا (اللوائح الألمانية الرسمية)                           | 73         |
| إيرلندا (ترتيب أغاني أيرلندا)                                 | 23         |
| إيطاليا (اتحاد صناعة الموسيقى الإيطالية)                      | 92         |
| هولندا (سينغل توب 100)                                        | 61         |
| النرويج (في جي ليستا)                                         | 37         |
| البرتغال (المنظمة الفونوغرافية البرتغالية)                    | 39         |
| سلوفاكيا (الاتحاد الدولي للصناعة الفونوغرافية)                | 19         |
| السويد (سويرجتوبليستان)                                       | 47         |
| تصنيف المملكة المتحدة للأغاني المنفردة (شركة اللوائح الرسمية) | 70         |
| بيلبورد هوت 100 الأمريكية                                     | 16         |
| هوت آر & بي/هيب هوب سونغز الأمريكية (بيلبورد)                 | 11         |
| ريذميك الأمريكية (بيلبورد)                                    | 9          |

## تاريخ الإصدار
| المنطقة          | التاريخ       | الصيغة             | شركة الإنتاج     | مراجع |
| ---------------- | ------------- | ------------------ | ---------------- | ----- |
| متعددة           | 27 أبريل 2018 | تحميل رقمي، وبث    | ريبابليك ريكوردز | [ 6 ] |
| الولايات المتحدة | 8 مايو 2018   | راديو ريذميك معاصر | ريبابليك ريكوردز | [ 7 ] |